# معركة تمغزة
كانت فرنسا تملك الأرض والثروات وتتحكم في البلاد داخليا وخارجيا فقد كانت تونس بمثابة ولاية خارجية لفرنسا في شمال إفريقيا تزودها بثروات طبيعية متعددة كمناجم الحديد في غار الدماء بولاية جندوبة وفي الجريصة بولاية الكاف وكان الإنتاج الزراعي ضخما جدا خاصة من الحبوب والقوارص والزيتون وكانت كرامة التونسي تمتهن في مناجم الفسفاط بالحوض المنجمي بقفصة مقابل بضع مليمات لدى الرجل الأبيض الفرنسي فكانت العنصرية ضد التونسيين وأما الأروبيين كالفرنسيين والجاليات الأخرى كالإيطاليين والمالطيين فكانوا يتمتعون بحرية أكثر وحقوق أوفر وبعد ضغوطات سياسية لم تفلح في تغيير قرارات المحتل الفرنسي كان الجهاد المسلح هو الخيار الوحيد للضغط على فرنسا.

## ملحمة تمغزة=
تعد ملحمة تمغزة من المعارك الأشرس في تاريخ الجهاد ضد الإحتلال الفرنسي لتونس وجدت أحداثها بتاريخ 9 أكتوبر 1954 بمنطقة تمغزة بالجنوب التونسي التي تبعد عن مدينة توزر 70 كيلومتر ناحية الحدود الجزائرية
- شاركت فيها 8 مجموعات قتالية بتعداد 232 مجاهد ضد جيش الإحتلال الفرنسي الذي كان قوامه 1800 جندي مجهزين بالأسلحة والتجهيزات العسكرية المتقدمة أنذاك قدموا من ثكنات قفصة صفاقس وقابس وقد كانت القوات الفرنسية مزودة بعدد هام من مدافع الميدان والمجنزرات وطائرتين مقاتلتين وطائرة استطلاع وكان الفرنسيون يعتمدون على تقدمهم التقني وتفوقهم الجوي وأما جيش المجاهدين فكان مسلحا بطريقة بدائية وبخصوص الإستراتيجية التي طبقها المجاهدون فهي تقسيم أنفسهم إلى مجموعات صغيرة فقد قسموا أنفس هم لثمانية مجموعات بمعدل 29 مجاهدا لكل مجموعة وهي كالآتي:

1. مجموعة يقودها الشيخ العربي العكرمي
2. مجموعة الأزهر الشرايطي
3. مجموعة يقودها محمد بالعكرمي الرداوي
4. مجموعة يقودها عمار بني
5. مجموعة يقودها علي بالحاج الوهيبي
6. مجموعة يقودها عبد الحميد العكرمي
7. مجموعة يقودها بوشمال الكريمي
8. مجموعة أخيرة لم يتم ذكر قائدها

- قبل بدأ المعركة كان المجاهدون يعلمون ان هناك هجوما فرنسيا وشيكا وتم التحضير لهذا جيدا واتخاذ منطقة جبلية معروفة بالنسبة لهم وكانت مرتفعات منطقة تمغزة بين قفصة وتوزر هي المكان المناسب خاصة وأنه يفتح على الإخوة الجزائريين ثم وصلت معلومات إلى المجاهدين بأن الهجوم سيكون حوالي منتصف النهار من يوم السبت الموافق لـ 9 أكتوبر 1954 عن طريق العميل المزدوج المجاهد خميس القرقني رحمه الله. فأعلم القرقني القوات الفرنسية بمكان وجود المقاتلين لإيقاعهم في الفخ.

- قدم الجيش الفرنسي الأول من المتلوي والجريد، وقد اشتبك أولا مع مجموعة الأزهر الشرايطي وعلي الوهيبي والجيش الثاني قدم بعد ساعة من مدينة الرديف حيث استــُـقبل بوابل من الرصاص من مجموعات العكارمة حينها كان الفرنسيون يهدفون لتطويق المجاهدين وإبادتهم فدارت معركة عنيفة جدا استمرت إلى غروب الشمس

- كان المجاهدون قد اتخذوا مواقعهم على قمة وسفح الجبل وكان رصاص بنادقهم يقطف رؤوس جنود الإحتلال  وقد منعت التضاريس الجبلية الصعبة  الفرنسيين من التقدم أكثر وقد استعمل الفرنسيون مختلف أنواع الأسلحة من مدفعية ودبابات وقنابل حارقة بالإضافة إلى ثلاث طائرات ولكن المفاجأة الكبيرة كانت حين تم إسقاط طائرة فرنسية  بواسطة رصاصتين ملغمتين عن طريق المجاهد الكبير العربي العكرمي  حيث  قتل ضابطين على متنها فكانت ضربة معنوية قاصمة للفرنسيين ودفعة إيجابية لأبناء تونس

- وهي الطائرة المعادية الأولى والأخيرة التي أسقطتها تونس في تاريخها والشهيد الوحيد في المعركة هو المجاهد بوشمال الكريمي الذي مات برشاشات الطائرة  قبل لحظات من إسقاطها، وبضع عشرات من الجرحى بينهم المكي بن بلقاسم العكرمي الذي فقد عينه. اما ضحايا العدو فإنها تعد بالمئات تم إحصاء حوالي 150 و 200 قتيل عن طريق سيارات الإسعاف التي بقيت يومان كاملان تنتشل قتلاهم وجرحاهم بالعشرات فكانت هزيمة مدوية ومخزية للفرنسيين ونصرا وقوة للمجاهدين التونسيين وضاعفت مثل هذه المعارك الضغط على فرنسا وأجبرت على سلسلة من القرارات أدت لخروجها من تونس بعد بضع سنوات.

## ملحمة تمغزة في الذاكرة التونسية
حاول أحد السينمائيين التونسيين تجسيد هذه المعركة في السبعينات وتم إيقافه من طرف السلطات وكاد يتهم بالتآمر على أمن الدولة، لان تجسيد مثل هذه المعارك قد تخلخل صفة «المجاهد الأكبر» للحبيب بورقيبة.
  للإشارة فالمجاهد العربي العكرمي مُسقط أول وآخر طائرة مُعادية في تاريخ تونس حوكم بـ 20 سنة أشغال شاقة في قضيّة المحاولة الإنقلابية سنة 1962، أطلق سراحه بعفو بعد انقضاء نصف المدة.